# کیریل چایکوفسکی
کیریل چایکوفسکی (مقدونی: Кирил Џајковски؛ ‏ انگلیسی: Kiril Džajkovski؛ ‏ مقدونی: Кирил Џајковски [ˈkiril ˈdʒajkɔfski] ())  موسیقی‌دان و آهنگساز اهل مقدونیه شمالی است.
از فیلم‌هایی که وی در آن‌ها نقش داشته است، می‌توان به گرد و غبار، سایه‌ها و انگار آن‌جا نیستم اشاره نمود.